# Anna (kluizenares)

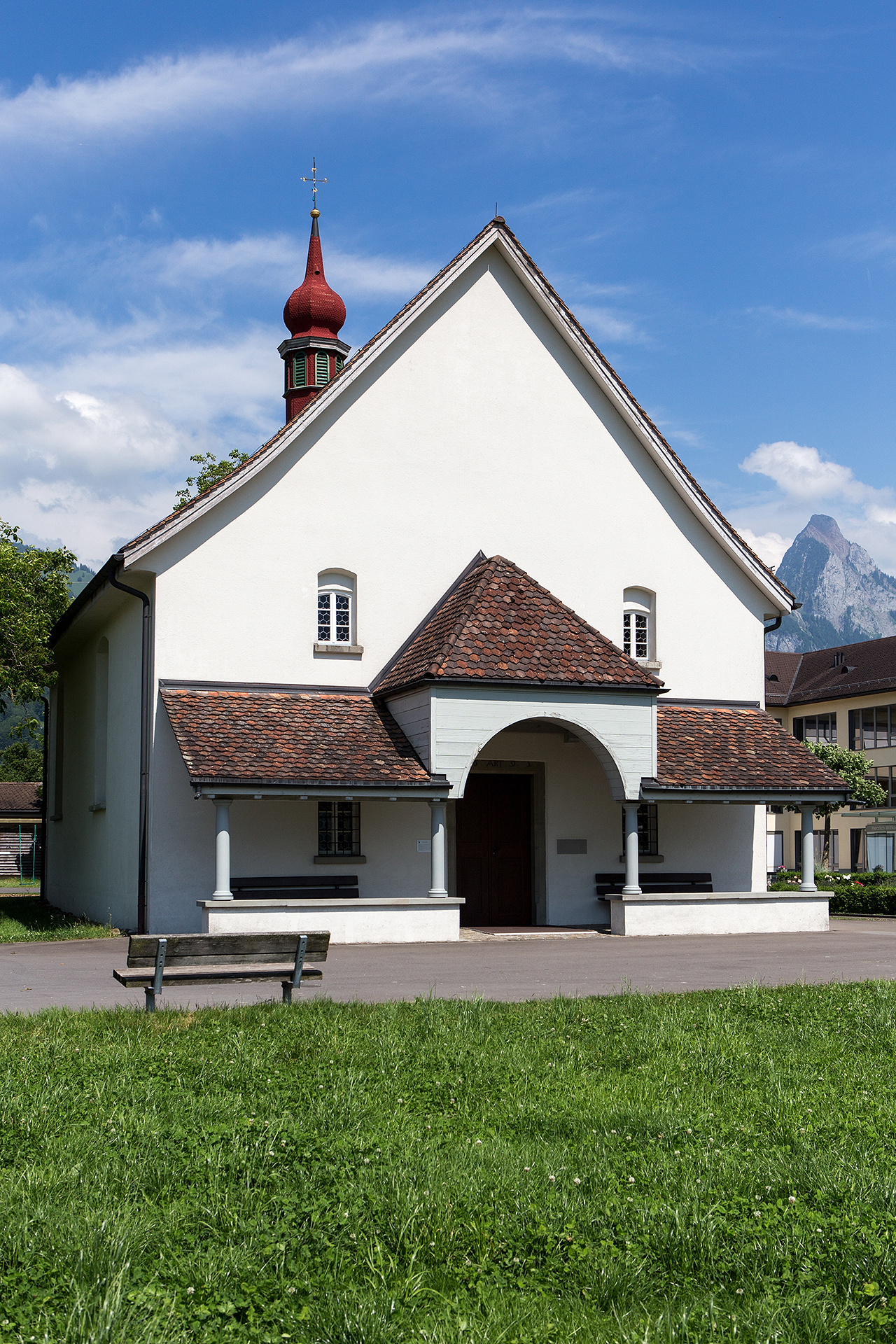
Kapelle in der Au (1691), stenen kapel gebouwd op de plaats van de voormalige kloosterkerk waar Anna zou begraven zijn.

Anna (13e eeuw) was volgens de overlevering een Zwitserse kluizenares.

## Biografie
De 'kleine zuster Anna' was volgens de overlevering een kluizenares uit de 13e eeuw die leefde tussen het Meer van Lauerz en het cisterciënzerklooster van Au nabij Steinen, alwaar ze in de kerk werd begraven. Er wordt gezegd dat er later een wonderbaarlijke bron uit haar graf is voortgekomen. De eerste beschrijving van haar dateert van 1500. De vondst van een put tijdens de restauratiewerkzaamheden van 1986-1987 doet geenszins af aan deze overlevering.